# 诺里斯·鲍登
诺里斯·鲍登（英語：Norris Bowden，1926年8月13日—1991年4月9日），加拿大男子花样滑冰运动员。他曾代表加拿大参加1952年和1956年冬季奥林匹克运动会花样滑冰比赛，其中1956年冬季奥运会获得一枚银牌。